# Luis Musrri
Luis Eduardo Musrri (Mallarauco, 24 december 1969) is een voormalig profvoetballer uit Chili, die speelde als verdedigende middenvelder gedurende zijn carrière. Na zijn actieve loopbaan stapte hij het trainersvak in.

## Clubcarrière
Musrri speelde vrijwel zijn gehele carrière voor Universidad de Chile, met wie hij vijfmaal kampioen van Chili werd en tweemaal de nationale beker won. Hij kwam tot een totaal van 413 competitieduels en 10 doelpunten. Musrri speelde één seizoen in China.

## Interlandcarrière
Musrri speelde 28 officiële interlands voor het Chileens voetbalelftal in de periode 1991-1998. Hij maakte zijn debuut in de vriendschappelijke uitwedstrijd tegen Mexico (1-0 nederlaag) op 9 april 1991 in Veracruz, net als José Luis Sierra, Patricio Toledo, Luis Abarca en Marcelo Vega. Musrri nam met Chili deel aan de Copa América 1993 en aan het WK voetbal 1998.

## Erelijst
Universidad de Chile
- Primera División

1994, 1995, 1999, 2000, 2004 [A]
- Copa Chile

1998, 2000